# Bernhard Friedrich Albinus
Bernhard Friedrich Albinus (n. 7 ianuarie 1653, Frankfurt - d. 7 septembrie 1721, Leiden, Olanda) a fost medic german, tatăl medicului Bernhard Siegfried Albinus (1697 - 1721).

## Biografie
S-a născut la Dessau, ca fiu al primarului Cristoph Albinus. Străbunicul său, istoricul Peter Weiß, a schimbat numele de familie Weiß în Albinus.
Bernhard Albinus a fost mai întâi educat acasă de către profesorul Johannes Major. Frecventează apoi gimnaziul din Dessau. În 1668 îl urmează pe profesorul său, H. Alers, la Bremen. Acolo începe studiul superior în domeniul medicinei, pe care, în 1675, îl continuă la Leiden, Olanda. Obține doctoratul în 1676 cu tema De catalepsi ("Despre catalepsie").
În 1677 începe o călătorie de studii pe la diverse universități din Franța și Olanda, de data aceasta domeniul fiind matematica.
În 1680 tânărul om de știință se pregătea să se stabilească în orașul natal, dar preia  postul de profesor de medicină la Universitatea Viadrina din Frankfurt an der Oder. Apoi devine medicul personal al ducelui Frederic Wilhelm I de Brandenburg.
În 1687 devine rector al prestigioasei universități din Frankfurt. În 1694 se mută la Universitatea Groningen din Olanda.
Se căsătorește cu Susanna Catharina Rings, fiica profesorului de drept, Thomas Siegfried Rings, de la Universitatea din Frankfurt an der Oder.
În 1697, principele Frederic al III-lea îl angajează ca medic personal.
Pe 11 martie 1701 este ales membru al Academiei Regale de Științe din Prusia.
În 1702 preia un post la Universitatea din Leiden, oraș unde se stinge din viață în 1721.

## Contribuții
În urma studiilor începute în 1688, în cadrul Universității Viadrina din Frankfurt an der Oder, Albinus pune la punct o nouă metodă de operare a cataractei.